# لری برد
لری جو برد (به انگلیسی: Larry Joe Bird) بسکتبالیست مشهور دهه ۸۰ میلادی تیم بوستون سلتیکس است که هم‌اکنون مدیر اجرایی تیم ایندیانا پیسرز است.
از برد به عنوان یکی از برترین‌های ورزش بسکتبال در قرن بیستم یاد شده‌است. برخی از صاحب نظران معتقدند وی از بالاترین درصد شوت سه امتیازی در تاریخ بسکتبال برخوردار بوده و هست. او سه مرتبه (سالهای ۱۹۸۱، ۱۹۸۴ و ۱۹۸۶) به همراه تیم بوستون سلتیکس به قهرمانی ان بی ای رسید. او در سال ۱۹۹۲ به همراه مایکل جردن، چارلز بارکلی، اسکاتی پیپن، مجیک جانسون با تیم ملی بسکتبال آمریکا قهرمان رقابت‌های المپیک شدند.

## شروع زندگی
لری جو برد (Larry Joe Bird) متولد ۷ دسامبر ۱۹۵۶ در شهرک وست بادان واقع در ایالت ایندیانا آمریکا می‌باشد. مادر او جورجیا کرنز و پدرش جو برد نام دارند. مادر لری در با اینکه از او و پنج خواهر و برادرش مواظبت می‌کرد، دارای دو شغل بود و زندگی سختی را می‌گذراند. پدر و مادر او زمانی که لری برد به دبیرستان رفت از هم جدا شدند و جو بعد از حدود یک سال خودکشی کرد تا برد در دوران نوجوانی پدرش را از دست بدهد.
لری برای فراموش کردن مشکلاتش به بسکتبال روی آورد و سعی می‌کرد تا با پرداختن به بسکتبال مشکلاتش را از یاد ببرد. وی بسکتبال را در تیم دبیرستان Springs Valley آغاز کرد و در همان سال اول حضورش موفق به کسب میانگین ۳۱ امتیاز، ۲۱ ریباند و ۴ پاس منجر به گل شد که این آمار او را به امتیاز آورترین بازیکن تاریخ مدارس تبدیل کرد.

## دوران کالج

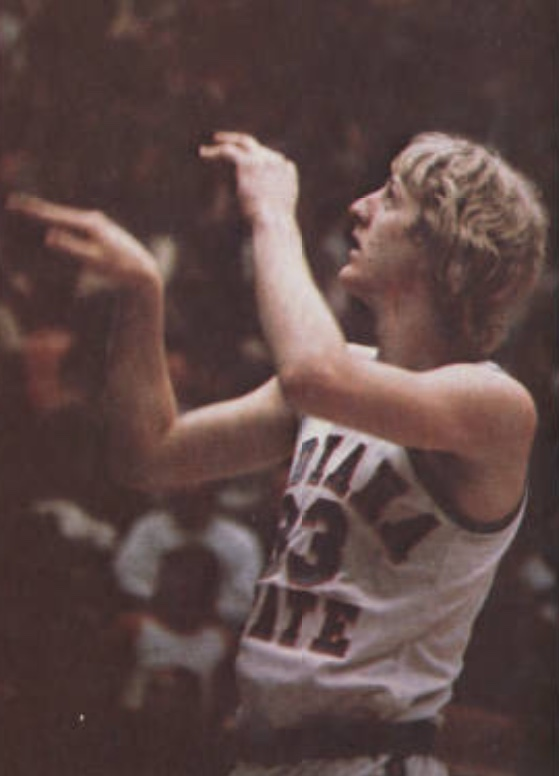
لری برد، بازیکن بسکتبال دانشگاه ایالتی ایندیانا، از سالنامه دانشجویی «سیکامور» سال ۱۹۷۷.

برد در سال ۱۹۷۴ از طریق بورس تحصیلی برای بازی کردن بسکتبال در کالج به تیم بسکتبال دانشگاهی ایندیانا که با نام Indiana Hoosiers در مسابقات شرکت می‌کرد، منتقل شد. او بعد از کمتر از یک ماه حضور در دانشگاه ایندیانا، ترک تحصیل کرد و به شهرک French Lick بازگشت. او در یک کالج و شهرداری به مدت یک سال کار می‌کرد و سپس در سال ۱۹۷۵ دوباره در دانشگاه ایندیانا ثبت نام کرد.
او سه سال در لیگ NCAA به همراه تیم Sycamores عملکرد خوبی را به نمایش گذاشت و به تیمش کمک کرد تا برای اولین بار در تاریخ خود به لیگ NCAA راه پیدا کند و حتی به فینال هم رسیدند. آن‌ها در دیدار فینال با نتیجه ۷۵–۶۴ مقابل ایالت میشیگان مغلوب شدند. برد در آن بازی ۱۹ امتیاز آورد ولی تنها ۷ شوت از ۲۱ شوت خود را تبدیل به امتیاز کرد. این دیدار یکی از بزرگترین بازی‌های تاریخ بازی‌های بسکتبال در کالج بود؛ زیرا لری برد در یک سو و مجیک جانسون در سوی دیگر میدان حضور داشتند. با وجود اینکه برد و تیمش نتوانستند قهرمانی را به دست آورند، اما برد پس از پایان مسابقات، حاصل بازی‌های برجسته افتخارات خود را با کسب جایزه بهترین بازیکن سال در مسابقات بسکتبال کالج (Naismith College Player of the Year Award) به دست آورد. او در دوران حضورش در کالج میانگین ۳۰٫۳ امتیاز، ۱۳٫۳ ریباند و ۴٫۶ پاس منجر به گل در هر بازی را به دست آورد. لری برد در سال ۱۹۷۷ به همراه تیم دانشگاهی آمریکا در المپیک دانشگاهی سال ۱۹۷۷ موفق شد به عنوان قهرمانی مسابقات بسکتبال این المپیک دست یافت.

## دوران حرفه‌ای

### پیوستن به بوستون سلتیکس
برد به عنوان پیک ششم راند اول درفت NBA در سال ۱۹۷۸ به تیم بوستون سلتیکس پیوست. او بلافاصله به عضو تیم سلتیکس در نیامد. به جای آن، تیم سلتیکس با استفاده از قانون شایستگی یا همان Eligibility Rules (قانونی که به بازیکن اجازه می‌دهد تا برای اخذ مدرک دانشگاهی خود یک سال وقت برای انتخاب شدن در درفت داشته باشد. این قانون بعدها به خاطر برد به نام Bird Collegiate Rule تغییر یافت) به او اجازه داد تا به عنوان آخرین فصلش در لیگ NCAA برای ایالت ایندیانا بازی کند و با امضایی قراردادی پنج ساله با مبلغ ۳٫۲۵ میلیون دلار او را به جمع بوستونی‌ها آوردند. این کار او را به بزرگترین Rookie (تازه‌کار) در تاریخ لیگ تبدیل کرد.

### پیشرفت سریع
بلافاصله بعد از حضور برد در بوستون سلتیکس، این تیم به یکی از مدعیان قهرمانی NBA در فصل ۱۹۷۹–۸۰ تبدیل شد. لری برد در اولین فصل حضورش در بوستون سلتیکس موفق شد با این تیم صدرنشین کنفرانس شرق شود و شروع فوق‌العاده‌ای داشته باشد. او در این فصل میانگین ۲۱٫۳ امتیاز، ۱۰٫۴ ریباند، ۴٫۵ پاس منجر به گل و ۱٫۷ توپ ربایی در هر بازی را به ثبت رساند و به عنوان بهترین بازیکن تازه‌وارد سال (Rookie of the Year) انتخاب شد. آن‌ها در فینال کنفرانس شرق با شکست مقابل فیلادلفیا سونی سیکسرز از رقابت‌های لیگ NBA حذف شدند.
پیش از آغاز فصل ۱۹۸۰–۸۱ لیگ NBA، تیم سلتیکس با انتخاب کوین مک هیل در درفت و به خدمت گرفت سنتر فصل قبل گلدن استیت واریورز، یعنی رابرت پریش تیم خود را تقویت کرد. بوستون که نسبت به فصل گذشته قوی تر شده بود، بار دیگر در فینال کنفرانس شرق حریف فیلادلفیا سونی سیکسرز شد. ابتدا تیم سلتیکس در مجموع ۳–۱ از سیکسرز عقب افتاد اما بوستونی‌ها به مسابقات برگشتند و با سه برد پیاپی موفق شدند در مجموع ۴–۳ از سد فیلادلفیا سونی سیکسرز عبور کنند و علاوه بر صعود به فینال NBA، انتقام فصل گذشته خود را از این تیم بگیرند. بوستون سلتیکس در فینال با مجموع ۴ بر ۲ هیوستون راکتس را شکست داد تا لری برد و دومین فصل حضورش در سلتیکس به قهرمانی NBA دست پیدا کند. البته او نتوانست در این سال برنده جایزه بهترین بازیکن فینال (Finals MVP Award) شود و این جایزه به هم تیمی او، سدریک مکسول داده شد.
در بازی ستاره‌ها (All Star Game) سال ۱۹۸۲، لری با کسب ۱۹ امتیاز به عنوان بهترین بازیکن این مسابقه انتخاب شد. در پایان همین فصل هم او در تیم اول دفاعی لیگ NBA قرار گرفت و در نهایت پس از موزس ملون که بهترین بازیکن فصل ۱۹۸۲–۸۳ لیگ NBA شد، دومین بازیکن برتر فصل لقب گرفت. برد به همراه سلتیکس برای سومین سال پیاپی در مرحله فینال کنفرانس شرق با فیلادلفیا سونی سیکسرز روبرو می‌شد که این بار آن‌ها با شکست در بازی هفتم از گردونه مسابقات خارج شدند. بدشانسی سلتیکس فصل آینده هم ادامه داشت و این تیم در نیمه نهایی کنفرانس شرق مغلوب میلواکی باکس شد. در این فصل باز هم لری برد بعد از موزس ملون در جدول انتخاب بهترین بازیکن فصل قرار گرفت و دوم شد.

### رقابت با مجیک جانسون
در فصل ۱۹۸۳–۸۴ لری برد با کسب میانگین ۲۴٫۲ امتیاز، ۱۰٫۱ ریباند، ۶٫۶ پاس منجر به گل و ۱٫۸ توپ ربایی در هر بازی برای اولین بار به عنوان بهترین بازیکن لیگ NBA یا همان MVP برگزیده شد. او به همراه سلتیکس با شکست دادن میلواکی باکس در فینال کنفرانس شرق به فینال NBA رسید و حریف لس آنجلس لیکرز شد. جایی که وی باید با مجیک جانسون رقابت می‌کرد (مراجعه شود به توضیح دربارهٔ دوران کالج لری برد). تیم سلتیکس با شکست دادن حریف لس آنجلسی خود در دیدار هفتم و نهایی توانست قهرمانی لیگ NBA را در این فصل کسب نماید. لری برد هم با میانگین ۲۱٫۹ امتیاز، ۱۴٫۰ ریباند، ۶٫۱ پاس منجر به گل و ۲٫۳ توپ ربایی در این هفت دیدار، به عنوان بهترین بازیکن سری فینال NBA در فصل ۱۹۸۳–۸۴ رسید.
لری برد در دیدار مقابل آتلانتا هاکس که ۱۲ مارس ۱۹۸۵ برگزار گردید با کسب ۶۰ امتیاز موفق شد بیشترین امتیاز دوران حرفه‌ای خود را کسب کند. در این سال با اینکه بوستون سلتیکس در دیدار ششم فینال لیگ NBA مغلوب لس آنجلس لیکرز شد و نتوانست برای دومین سال پیاپی قهرمان مسابقات شود، اما برد موفق به کسب عنوان بهترین بازیکن فصل (MVP) برای دومین سال متوالی شد. او در این فصل میانگین ۲۸٫۷ امتیاز، ۱۰٫۵ ریباند و ۶٫۶ پاس منجر به گل در هر بازی را به دست آورد.
در دهه ۸۰ مجیک جانسون ۵ قهرمانی و لری برد ۳ قهرمانی کسب کرده بوند که روی هم موفق به کسب ۸ قهرمانی در NBA شده بودند. در اصل دهه ۸۰ را رقابت بین لیکرز و بوستون کوسیکس
نامید. در اولین بازی فصل عادی که بین دو تیم لیکرز و سلتیکس در فصل ۱۹۸۷–۸۸ برگزار شد، تیم لس آنجلس لیکرز با شوت ثانیه آخر (Buzzer Beater) مجیک جانسون از پشت خط سه امتیازی با نتیجهٔ ۱۱۵–۱۱۴ از سد حریف نام دار و معروف خود عبور کرد. ضمن اینکه در این دهه، شرکت کانورس تبلیغی برای کفش بسکتبال Weapon خود با حضور برد و جانسون ساخت که شاید آغاز تولید کفش‌های حرفه‌ای و نسل جدید برای بسکتبال به این کفش‌ها بر می‌گردد. با وجود اینکه این دو رقابت شدیدی با هم داشتند اما آن‌ها بیرون از زمین بسکتبال با هم بسیار دوست بودند. دوستی این دو در کلیپ تبلیغاتی کانورس کاملاً مشخص است.

### بهترین دوره لری برد در سلتیکس
پیش از آغاز فصل ۱۹۸۵–۸۶ لیگ NBA، تیم سلتیکس در یک انتقال شجاعانه بیل ولتون، سنتر تیم لس آنجلس کلیپرز را به خدمت گرفت. این ریسک بوستون سلتیکس جواب داد و آن‌ها در این فصل موفق به پیروزی در ۶۷ دیدار شدند و تنها ۱۵ شکست را در فصل عادی متحمل شدند. برد در این فصل موفق به قهرمانی در مسابقه پرتاب سه امتیازی آخر هفته ستاره‌ها (NBA All-Star Weekend Three-Point Shootout) شد. سر انجام لری در پایان فصل با ثبت میانگین ۲۵٫۸ امتیاز، ۹٫۸ ریباند، ۶٫۸ پاس منجر به گل و ۲ توپ ربایی در هر بازی موفق شد بهترین بازیکن فصل (MVP) شود و به تنها بازیکنی در تاریخ NBA تبدیل شود که توانسته سه بار متوالی برنده جایزه MVP شود. در مرحله حذفی (Playoffs) این فصل تیم سلتیکس تنها با شکست خوردن در یک بازی و پیروزی در سایر دیدارهای این مرحله، توانست به فینال برسد. آن‌ها در دیدار نهایی مقابل هیوستون راکتس قرار گرفتند و با شکست دادن این تیم در مجموع ۴–۲ قهرمان لیگ NBA در فصل ۱۹۸۵–۸۶ شدند. تیم بوستون سلتیکس فصل ۱۹۸۵–۸۶ یکی از بهترین تیم‌های تمام تاریخ لیگ NBA به حساب می‌آید و همه از این تیم به عنوان یک تیم کامل، بزرگ و افسانه‌ای یاد می‌کنند. ضمن اینکه لری برد در این فصل برنده جایزه بهترین ورزشکار از دید مطبوعات (AP Athlete of the Year) شد. او اولین بسکتبالیستی بود که برنده این جایزه می‌شد.

### سالهای آخر بسکتبال
در سال ۱۹۸۷، لری برد آخرین فینال دوران حرفه‌ای خود را پشت سر گذاشت. جایی که آن‌ها در یک سری سخت مقابل میلواکی باکس و دیترویت پیستونز موفق شده بودند به فینال برسند و در آنجا با توجه به اینکه چند تن از بازیکنان تیمشان مصدوم بودند، در دیدار ششم مغلوب لیکرز شدند و نائب قهرمان لیگ NBA لقب گرفتند. لری برد در این فصل به باشگاه ۵۰-۴۰-۹۰ (افرادی که در یک فصل عادی NBA موفق می‌شوند میانگین ۵۰ درصد شوت، ۴۰ درصد سه امتیازی و ۹۰ درصد پنالتی را ثبت کنند به این باشگاه می‌پیوندند) در فصل ۱۹۸۸ هم این تیم در دیدار ششم کنفرانس شرق مغلوب دیترویت پیستونز شد و از رسیدن به فینال NBA بازماند. البته برد در این فصل برای دومین بار به عنوان قهرمانی مسابقات پرتاب سه امتیازی آخر هفته ستاره‌ها (NBA All-Star Weekend Three-Point Shootout) دست یافت.

### حضور در تیم رؤیایی آمریکا
در سال ۱۹۹۲ لری برد، مجیک جانسون و مایکل جردن به همراه تیم ملی آمریکا در المپیک ۱۹۹۲ بارسلونا به عنوان قهرمانی مسابقات بسکتبال این المپیک رسیدند. این تیم بعدها به نام تیم رؤیایی (Dream Team) بسکتبال آمریکا معروف شد.

### بازنشستگی
لری برد پس از پایان المپیک ۱۹۹۲ و در تاریخ ۱۸ اوت ۱۹۹۲ به دلیل دیسک کمرش و فشار بیش از حد تصمیم گرفت از بسکتبال خداحافظی کند. مجیک جانسون در مراسم خداحافظی وی که در تاریخ ۴ فوریه ۱۹۹۳ برگزار شد به او و خودش لقب دوستان ابدی (Friend Forever) را داد. لازم است ذکر شود که شماره ۳۳ او در تیم بوستون سلتیکس بازنشسته شد.

## زندگی شخصی
برد در سال ۱۹۸۹ با داینا متنگلی ازدواج کرد و صاحب دو فرزند به نام‌های کانر و ماریا شد. البته او یک دختر به نام کری از ازدواج قبلی اش دارد.

## مربیگری و باشگاه داری
لری برد پس از پایان دوران بازیکنی خود، طی سال‌های ۱۹۹۷ تا ۲۰۰۰ سرمربیگری تیم ایندیانا پیسرز را به عهده گرفت. وی در این دوران و در سال ۱۹۹۸ به عنوان بهترین سرمربی سال NBA انتخاب شد و تیم شرق را در آل استار ۱۹۹۸ مربیگری کرد. سپس در سال ۲۰۰۳ به عنوان مدیر اجرایی این تیم انتخاب شد که تاکنون و با گذشت ۱۲ سال همچنان در پست خود باقی مانده‌است و فعالیت می‌کند. لازم است ذکر شود که در سال ۲۰۱۲ او بهترین مدیر اجرایی سال در لیگ NBA شد.